# 薬院大通駅

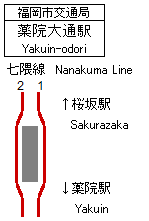
配線図

薬院大通駅（やくいんおおどおりえき）は、福岡県福岡市中央区薬院四丁目にある、福岡市地下鉄七隈線の駅である。計画時の仮称は「薬院西」だった。駅番号はN13。動植物園口（どうしょくぶつえんぐち）の副駅名が付与されている。
駅のシンボルマークは空港線・箱崎線のシンボルマークとともにグラフィックデザイナーの西島伊三雄に委託されていたが、デザインの完成を待たずに西島が2001年に死去したため、遺稿となった原案を元に息子で同じくグラフィックデザイナーの西島雅幸が完成させたものが使用されている。モチーフは福岡市動植物園のゾウと花。駅識別カラーは   DIC-121（系統色名：あざやかな黄赤）で、金山駅・橋本駅・櫛田神社前駅と共通。
天神南駅が管理し、JR九州サービスサポートが駅業務を受託する業務委託駅である。

## 歴史
かつては西鉄福岡市内線城南線にも薬院大通電停が存在したが、1975年（昭和50年）11月2日に廃止された。立地的には、現在の地下鉄駅の西端がかつての電停のほぼ東端の位置にあたる。
- 1998年（平成10年）10月24日 - 1999年（平成11年）5月31日：設計期間（実施設計者：日建設計）[1]
- 2002年（平成14年）8月30日 - 2004年（平成16年）7月31日：施工期間（施工者：西松・松村・梅林 建設工事共同企業体）[1]
- 2005年（平成17年）2月3日 - 開業。開業時から業務委託駅[6]。
- 2018年（平成30年）9月20日 - 「動植物園口」の副駅名を付与[2]。

## 駅構造
島式ホーム1面2線を有する地下駅。出口は2ヶ所あり、いずれもエレベーターを併設する。2番出口側には有料駐輪場がある。
| 地階    | 出入口                       | 出入口                                     |
| 地下1階 | コンコース階                 | コンコース、案内所、自動券売機、自動改札口 |
| 地下1階 | コンコース階                 | トイレ（改札内）                           |
| 地下2階 | 1番ホーム                    | ■七隈線 博多方面（薬院駅）→                |
| 地下2階 | 島式ホーム，右側のドアが開く |                                            |
| 地下2階 | 2番ホーム                    | ←■七隈線 橋本方面（桜坂駅）                |

各階の面積は、地上61平方メートル、地下1階2,756平方メートル、地下2階2,407平方メートル。本駅は七隈線の16駅の設計をする際の標準駅として計画・設計されている。利用者の目に留まる箇所に用いられる「個性化壁」には、赤褐色の二丁掛炻器質タイル（220mm×60mm×厚さ22mm）を使用している。

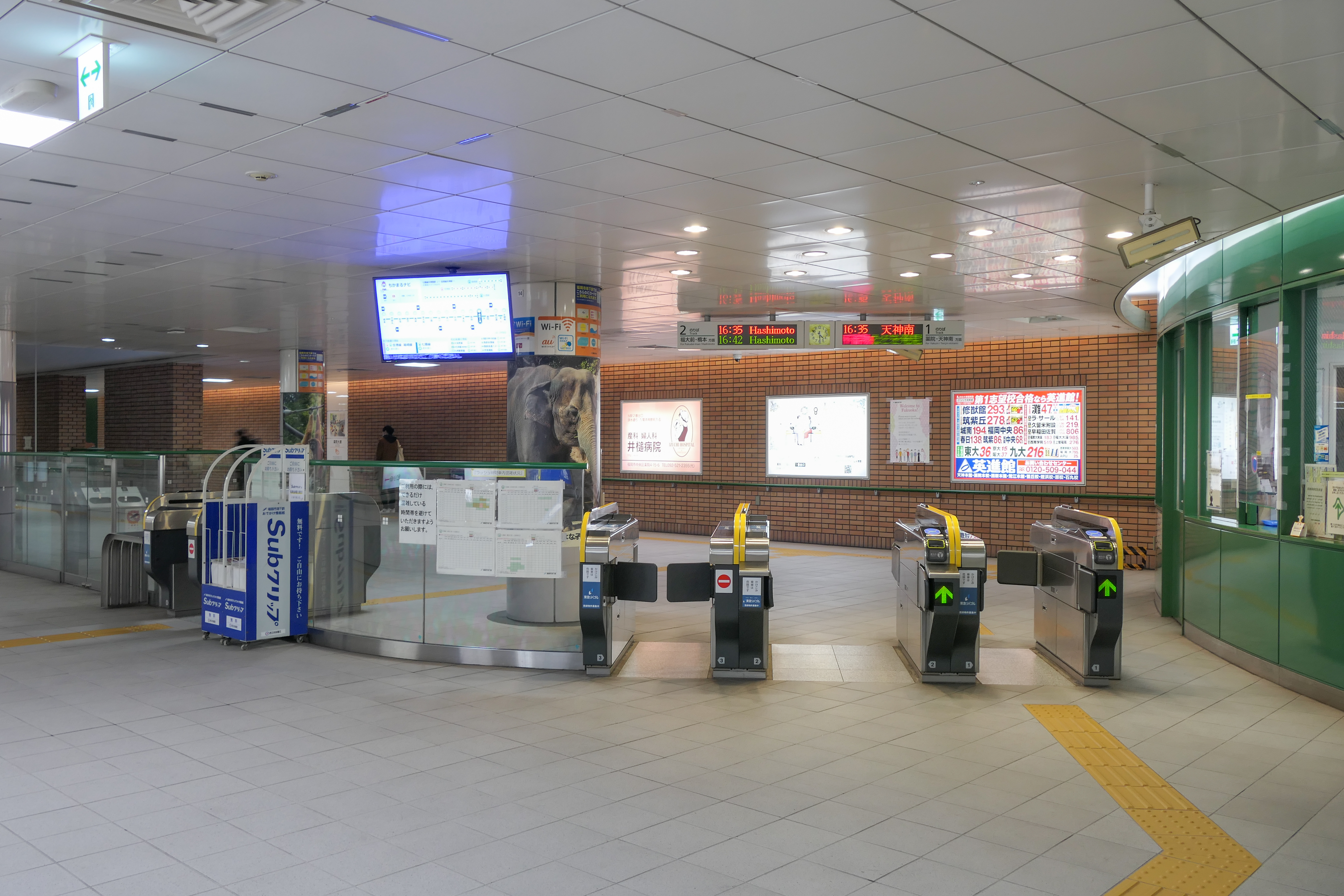
改札口（2022年12月）
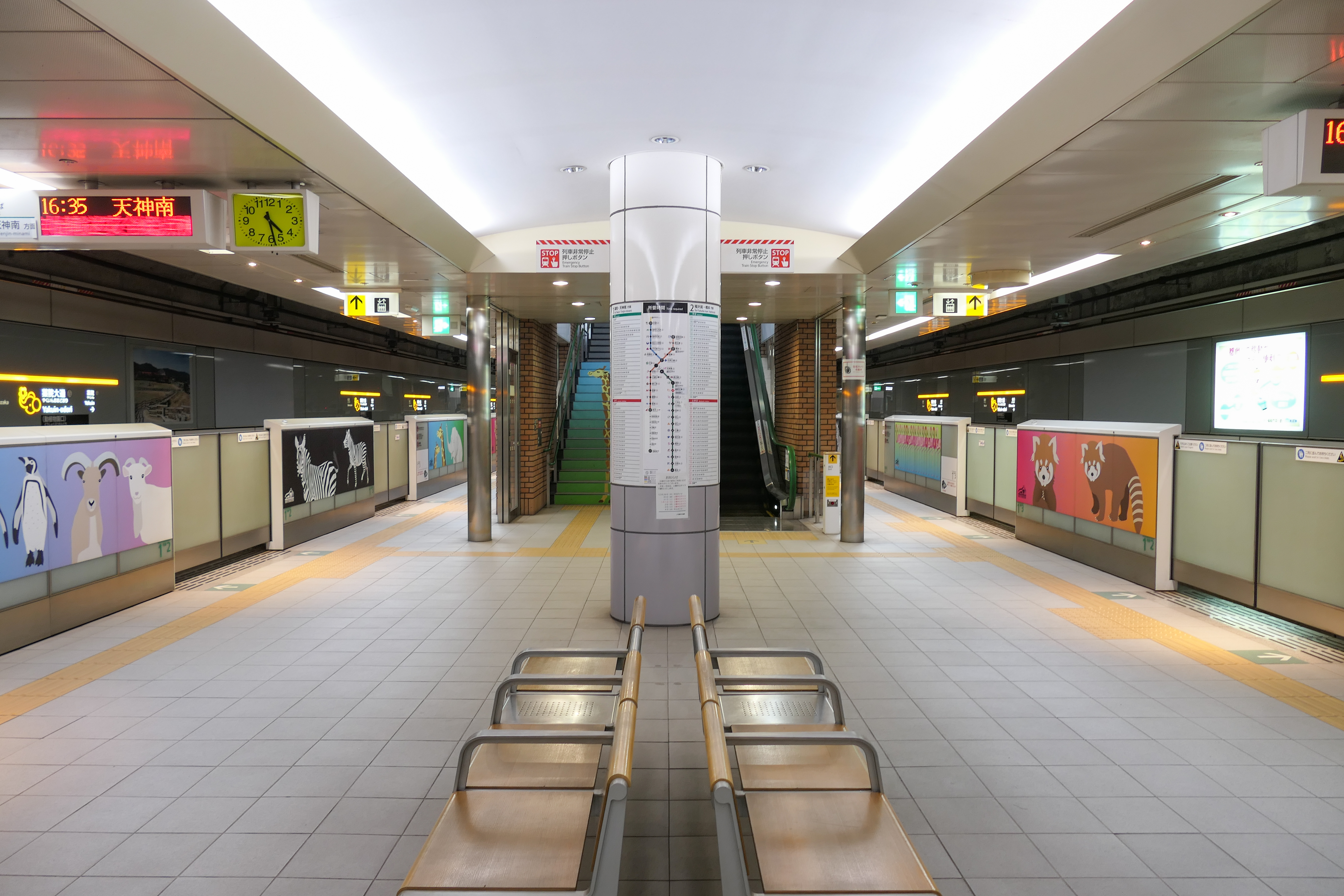
ホーム（2022年12月）
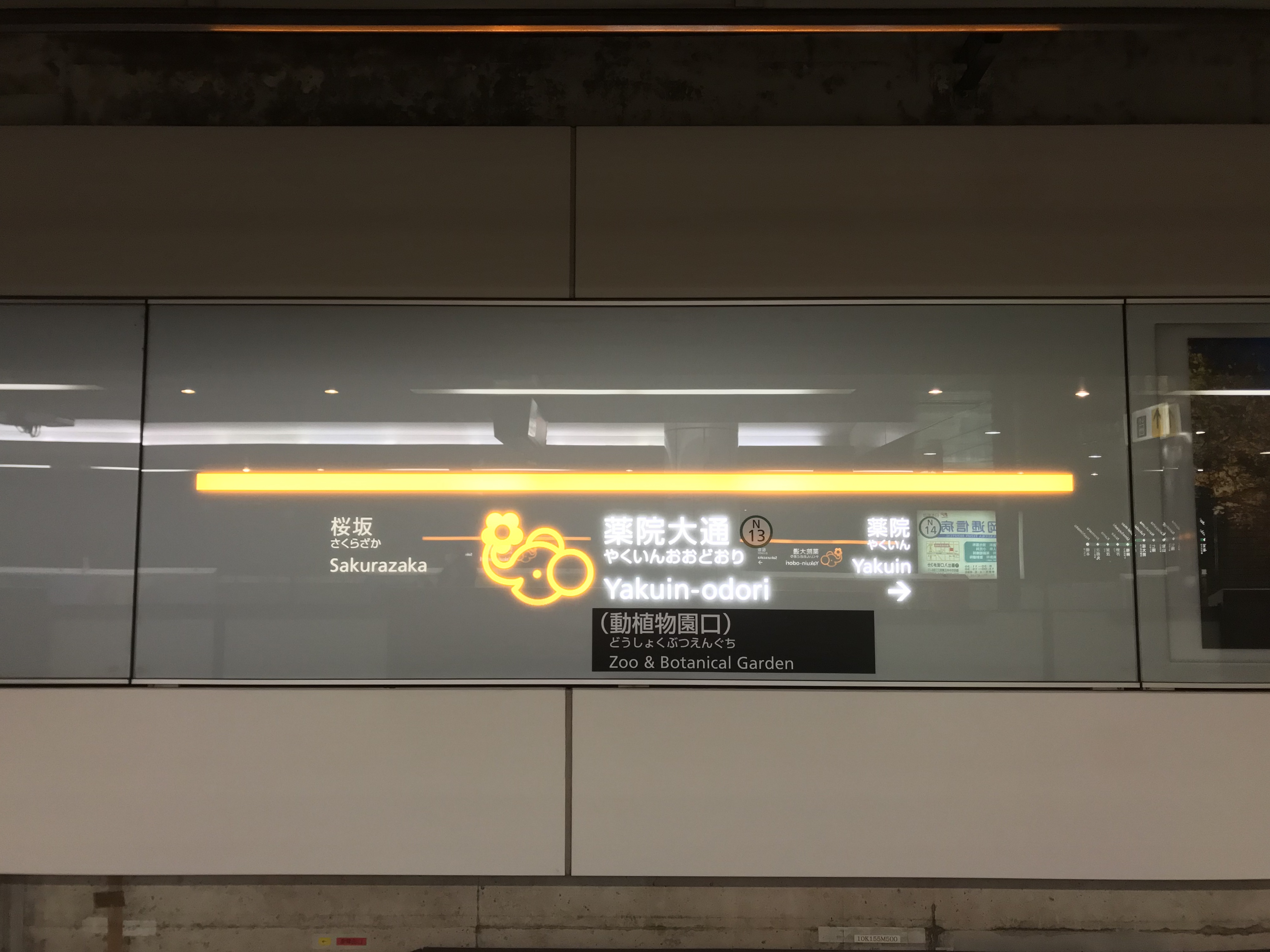
駅名標（2018年12月）

## 利用状況
2023年度の1日平均乗車人員は4,188人である。
開業以降の1日平均乗車人員の推移は下表のとおりである。
| 年度               | 1日平均 乗車人員 |
| ------------------ | ---------------- |
| 2004年（平成16年） | 1,681            |
| 2005年（平成17年） | 1,485            |
| 2006年（平成18年） | 1,815            |
| 2007年（平成19年） | 1,898            |
| 2008年（平成20年） | 1,998            |
| 2009年（平成21年） | 2,059            |
| 2010年（平成22年） | 2,106            |
| 2011年（平成23年） | 2,206            |
| 2012年（平成24年） | 2,291            |
| 2013年（平成25年） | 2,462            |
| 2014年（平成26年） | 2,482            |
| 2015年（平成27年） | 2,675            |
| 2016年（平成28年） | 2,846            |
| 2017年（平成29年） | 2,977            |
| 2018年（平成30年） | 3,059            |
| 2019年（令和元年） | 3,042            |
| 2020年（令和02年） | 2,248            |
| 2021年（令和03年） | 2,390            |
| 2022年（令和04年） | 2,716            |
| 2023年（令和05年） | 4,188            |

## 駅周辺
周辺地域は都心の南側に位置する市街地である。駅と線路は城南線（市道博多駅草ヶ江線）の直下に位置している。駅の東側約80mの位置にある薬院大通り交差点で城南線と県道31号線が交差する。この県道31号線は薬院大通り交差点の北側が大正通り、南側が高宮通りと呼ばれている。駅の西側約50mの位置にある五叉路の斜め左前側には浄水通りが通っている。この浄水通りに沿って直進すると動物園に行き着く。
- 福岡市動植物園
- 南公園
- 福岡中央病院
- 福岡社会保険センター
- 福岡市消防局中央消防署平尾出張所
- KKRホテル博多
- 九州エネルギー館
- 福岡市立平尾小学校
- 福岡雙葉高等学校・中学校・小学校・幼稚園
- 福岡県立福岡中央高等学校
- 薬院大通センタービル - 東側出口の真上のビル
  - イーマート 新鮮食品館薬院バリュー（スーパーマーケット）
  - 大賀薬局薬院大通り店
- 英進館薬院本校
- 福岡銀行薬院支店
- 西日本シティ銀行薬院支店
- 福岡信用金庫 薬院支店
- 福岡雙葉学園
- 英進館薬院本校
- 日能研九州本部校
- 西鉄バス「薬院大通り」停留所

## 隣の駅
福岡市交通局
 七隈線
桜坂駅 (N12) - 薬院大通駅 (N13) - 薬院駅 (N14)